# ستيفن الثاني، كونت بلوا
ستيفن الثاني هنري (بالفرنسية: Étienne II de Blois)‏ (حوالي. 1045 - 19 مايو 1102) كان كونت بلوا هو أبن ثيوبالد الثالث كونت بلوا وجرسيند دي ماين، كان ستيفن أحد قادة الحملة الصليبية الأولى، وأيضا هو والد ستيفن ملك إنجلترا، توفي في معركة الرملة الثانية.